# Храм Покрова Пресвятой Богородицы (Малая Грибановка)
Храм Покрова Пресвятой Богородицы — православный храм в селе Малая Грибановка Грибановского района Воронежской области. Относится к Грибановскому благочинию Борисоглебской епархии Русской православной церкви.

## История
Основан в 1904 году на средства благотворителей Василием Хренниковым. Строительство продолжалось 12 лет, было использовано более миллиона кирпичей, которые изготовлялись неподалёку, при этом в раствор для особой прочности добавлялись компоненты куриных яиц.
Располагается Храм на возвышенности, в центре села. Высота — 67 метров, площадь — более 1000 м², объём — 40 000 м³, имеет 4 башни. В двух находились колокола. Расположены по периметру от основной, пятой. В храме 3 престола: левый — Трёх Святителей, центральный — Покрова Пресвятой Богородицы, правый — Николая Чудотворца.

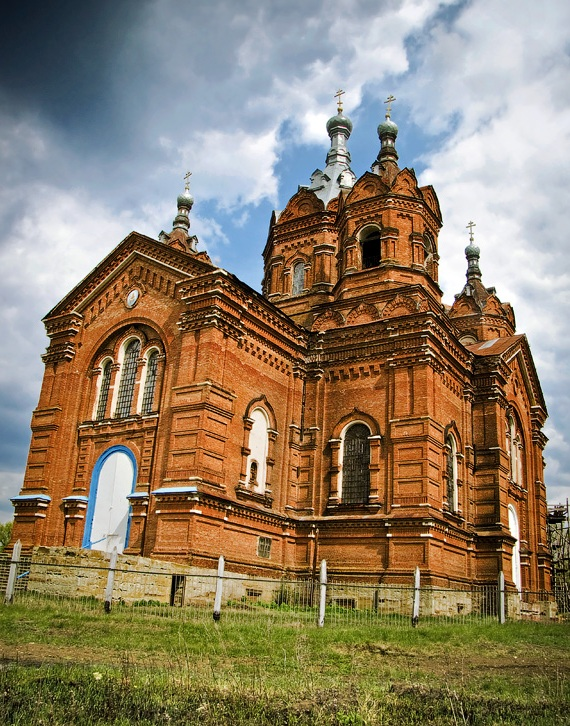

Действующим он был до 1930-х годов, советской властью храм был закрыт и использовался под зернохранилище. С ослаблением режима, началось постепенное возвращение святыни и в 1980-х возобновились богослужения, хотя местного священнослужителя не было. За длительное время, кровля пришла в негодность и усилиями м. Милии и Анастасии была проведена частичная замена основной площади.
С 1994 года решаются вопросы восстановления и газификации храма, а также сохранения духовного наследия в селе. В начале 2000-х годов Церковь Покрова Пресвятой Богородицы перешла в приход мужского монастыря Серафима Саровского. Настоятель — игумен Серафим (Копров).

## Духовенство
- Настоятель храма — иерей Александр Пичкуров[1]